# Paella

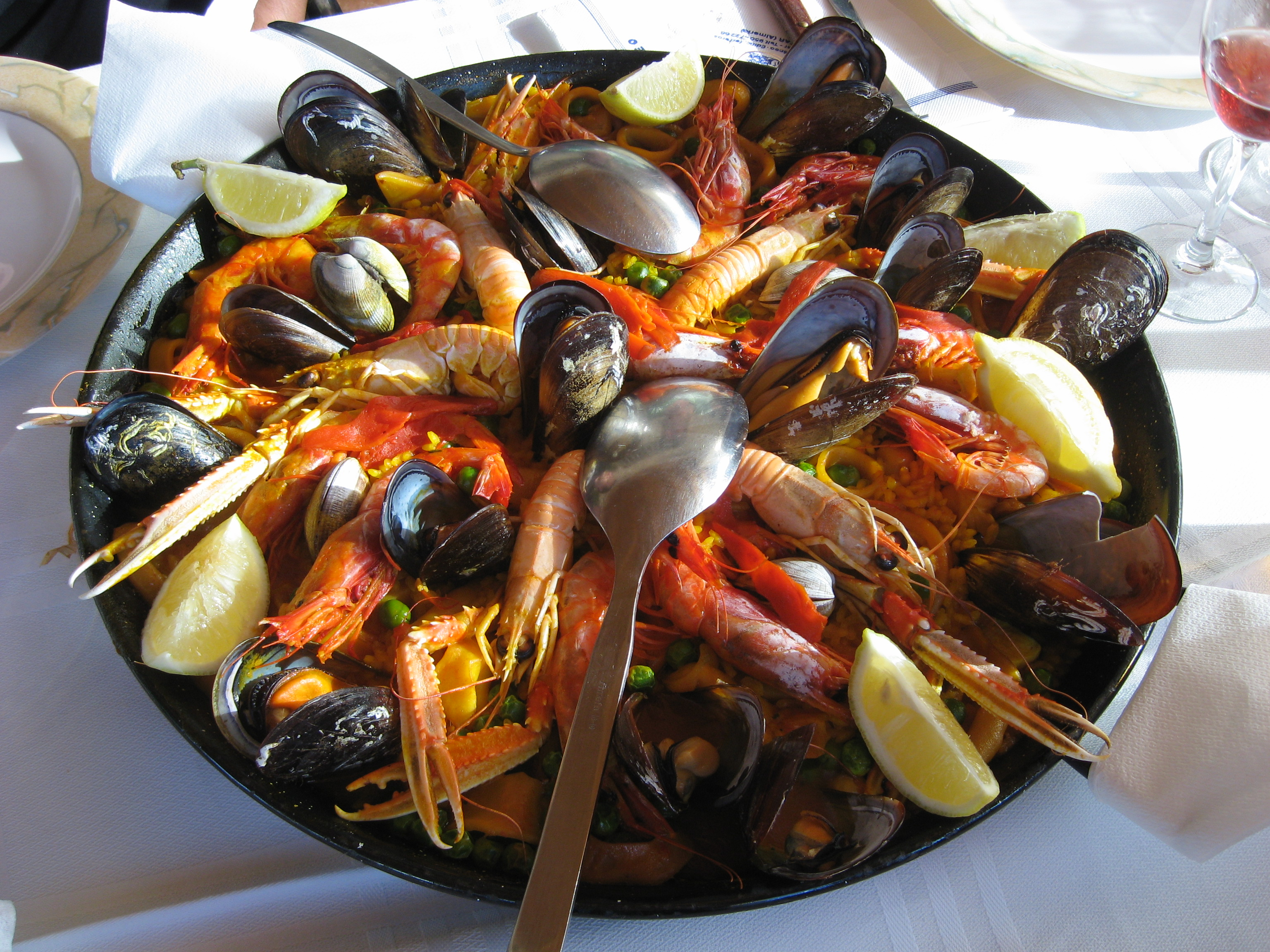
Paella marinera

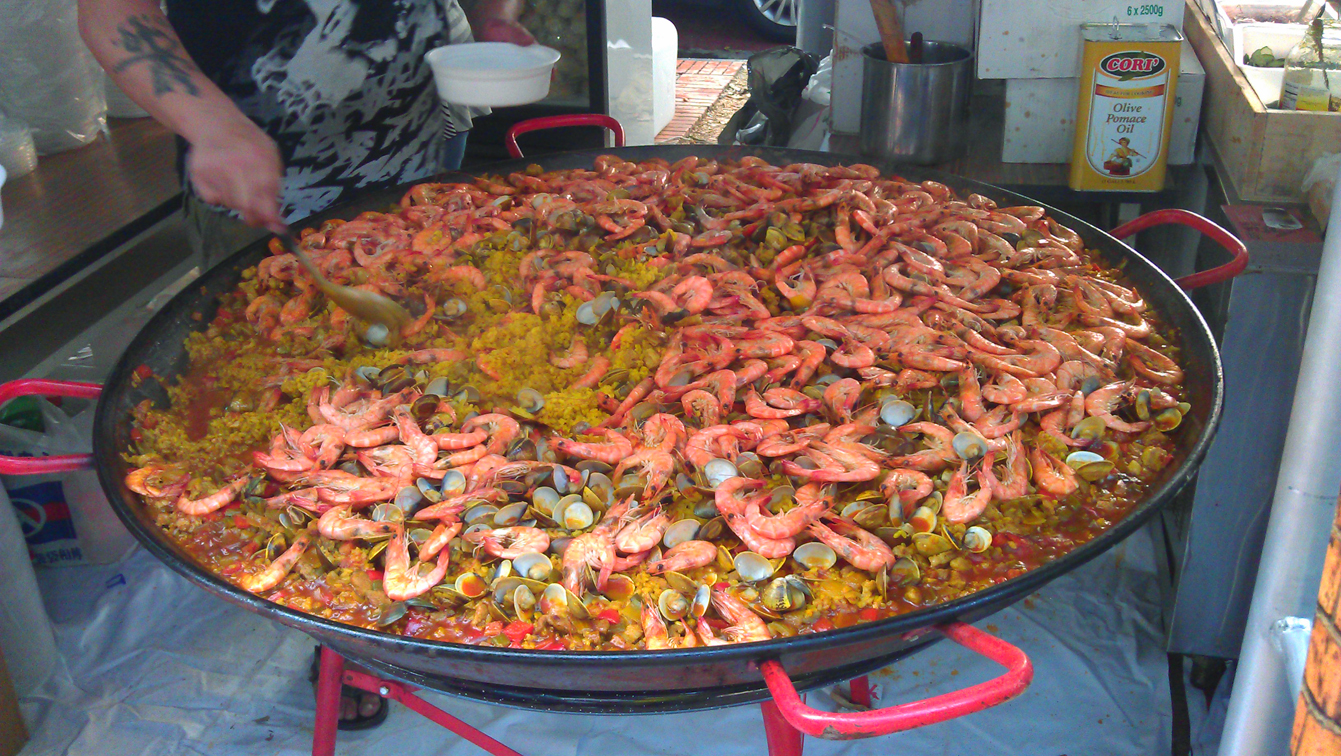
Paella marinera

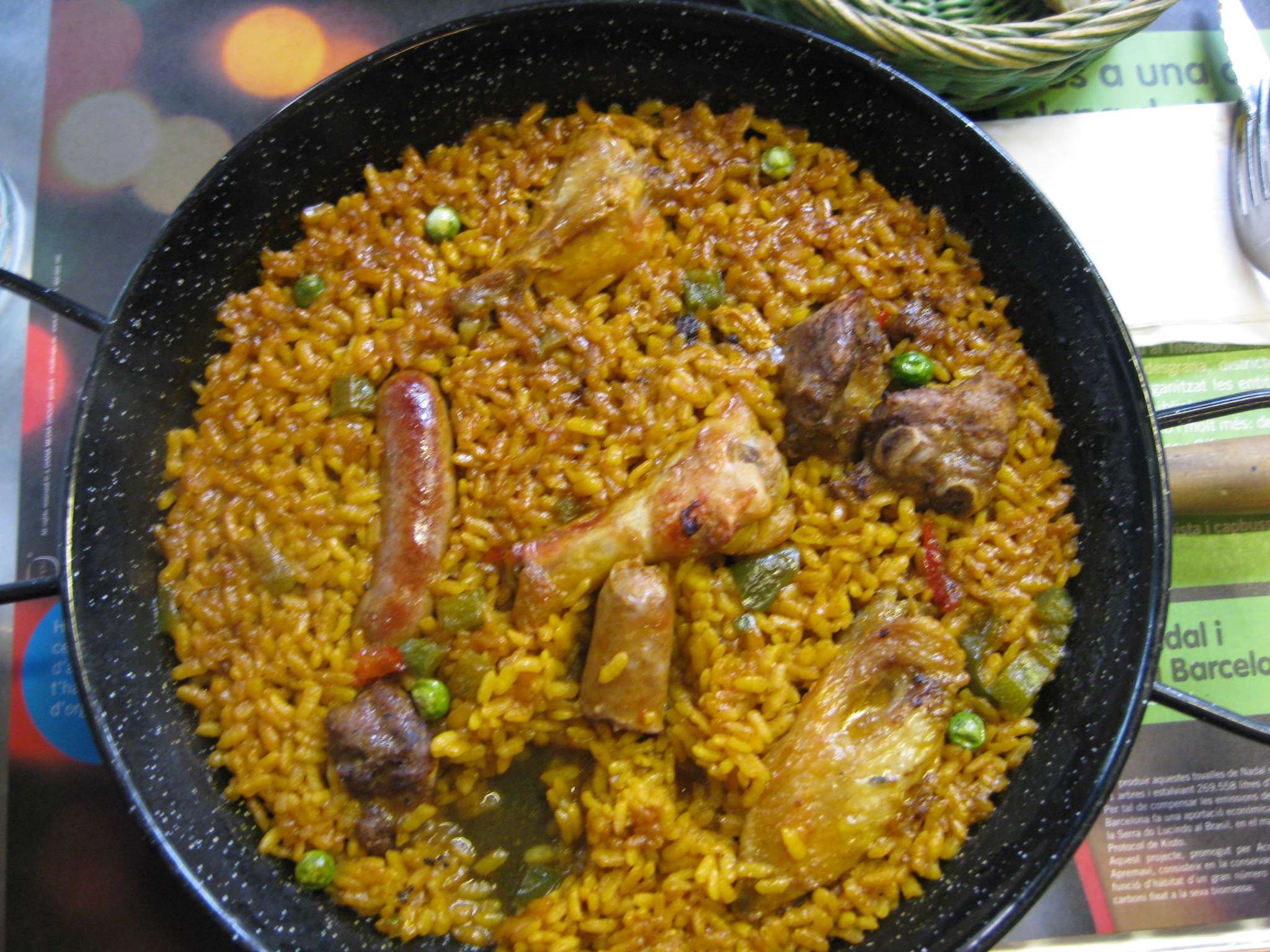
Paella z mięsem

Paella – potrawa hiszpańska pochodząca z Walencji i występująca w licznych odmianach. Oparta jest przede wszystkim na ryżu z dodatkiem szafranu, podsmażanym i gotowanym na metalowej patelni z dwoma uchwytami (tzw. paellera lub paella). W zależności od odmiany, paella może ponadto zawierać kawałki np. owoców morza, mięsa królika, drobiu i różnych warzyw. Podawana jest jako danie główne lub jako pierwsze danie. Zazwyczaj jada się ją na obiad – uznawana jest za danie zbyt ciężkostrawne na wieczorny posiłek. Paella powinna być spożywana bezpośrednio z naczynia, w którym ją przygotowano. Często paella przygotowywana jest na wolnym powietrzu.

## Pochodzenie
Nazwa potrawy pochodzi od łacińskiego słowa patella, oznaczającego metalowe naczynie, służące Rzymianom do ofiarowania darów bogom. Danie było początkowo spożywane przez robotników, którzy jadali gotowany ryż podczas przerwy w pracy.

## Składniki i przygotowanie
Do przygotowania dania powinno się używać średnioziarnistego ryżu (długoziarnisty ryż nie wchłonie należycie soków i aromatów). Ryż nie powinien być zbyt mocno rozgotowany. Przyprawą zapewniającą potrawie charakterystyczną żółtą lub pomarańczową barwę jest szafran, jednak czasami z powodu jego wysokiej ceny zastępuje się go sztucznym żółtym barwnikiem lub papryką. Z warzyw przeważnie dodaje się pomidory, groszek, fasolę i paprykę, jednak pojawiają się również odmiany z innymi warzywami. Ponadto dodaje się oliwę i wodę; czasem jednak zamiast wody dodaje się bulion mięsny lub rybny. Do przyrządzenia potrawy używane bywa również wino.
Danie przygotowuje się, dodając ryż do podsmażonych składników (czasem zaleca się, aby wcześniej trochę podsmażyć suche ziarenka ryżu) i gotując tak długo, aż wchłonie płyny. Ryżu po dodaniu nie powinno się mieszać. Nie należy zjadać potrawy od razu po zdjęciu jej z ognia – powinna ona stygnąć przez 5 do 10 minut – paella letnia jest smaczniejsza od gorącej, ponadto składniki lepiej przechodzą sobą nawzajem.
W Walencji uznaje się, że prawdziwa paella powinna być przygotowywana na płonącym drewnie, a nie na kuchence gazowej – w ten sposób naczynie otoczone jest płomieniami, a potrawa wchłania aromat palącego się drewna. Łatwiej też wtedy uzyskać socarrada – chrupiącą skorupkę na wierzchu potrawy.

## Odmiany
Popularną odmianą jest paella valenciana, zawierająca groszek oraz mięso królicze i drobiowe. Paella marinera zawiera natomiast owoce morza – małże, kalmary i krewetki.